# Tanyptera (Tanyptera) brevipecten
Tanyptera (Tanyptera) brevipecten is een tweevleugelige uit de familie langpootmuggen (Tipulidae). De soort komt voor in het Palearctisch gebied.